# اورخووو
اورخووو (به لهستانی:  Orchowo) یک روستا در لهستان است که در گمینا اورخووو واقع شده‌است.